# Антропова-Савицкая, Ольга Ивановна
Ольга Ивановна Антропова-Савицкая, в девичестве — Антропова (1922 год, село Секисовка — ?) — звеньевая колхоза имени 18 партсъезда Верхубинского района Восточно-Казахстанской области, Казахская ССР. Герой Социалистического Труда (1949). Депутат Верховного Совета Казахской ССР 3 созыва.

## Биография
Родилась в 1922 году в крестьянской семье в селе Секисовка (сегодня — Глубоковский район Восточно-Казахстанской области). С 1936 года трудилась подпаском в колхозе имени Калинина. В годы Великой Отечественной войны работала прицепщицей и трактористкой. Позднее работала колхозницей и звеньевой полеводческого звена в колхозе имени XVIII партсъезда Верхнеубинского района.
В 1948 году полеводческое звено Ольги Антроповой собрало в среднем по 29,7 центнера пшеницы с каждого гектара на участке площадью 20 гектаров. За получение высоких урожаев пшеницы при выполнении колхозом обязательных поставок и контрактации по всем видам сельскохозяйственной продукции, натуроплаты за работу МТС в 1948 году и обеспеченности семенами всех культур в размере полной потребности для весеннего сева 1949 года удостоена звания Героя Социалистического Труда указом Президиума Верховного Совета СССР от 20 мая 1949 года с вручением ордена Ленина и золотой медали «Серп и Молот».
В 1953 году вступила в КПСС. Избиралась депутатом Верховного Совета Казахской ССР, сельского совета народных депутатов и заседателем районного народного суда.